# سندی استون (هنرمند)
سندی استون (انگلیسی: Sandy Stone؛ زادهٔ ح. 1936) نویسنده، نظریه‌پرداز دانشگاهی در زمینه رسانه و هنرمند اجرایی اهل ایالات متحده آمریکا است. او هم‌اکنون استادیار مدیر و مؤسس آزمایشگاه فناوری‌های ارتباطی پیشرفته در دانشکده فیلم-تلویزیون و رادیو در دانشگاه تگزاس در آستین است. او در زمینه فیلم، موسیقی، عصب‌شناسی تجربی، نویسندگی، مهندسی و برنامه‌نویسی رایانه‌ای کار کرده و نوشته‌هایی داشته‌است. او یک فرد ترنس است و مؤسس رشته دانشگاهی مطالعات تراجنسیتی تلقی می‌شود.